# شبیر نوری
شبیر نوری (انگلیسی: Shabir Noori؛ زادهٔ ۲۳ فوریهٔ ۱۹۹۲) بازیکن کریکت اهل افغانستان است.